# CR Волос Вероники
CR Волос Вероники (лат. CR Comae Berenices) — одиночная переменная звезда в созвездии Волос Вероники на расстоянии приблизительно 12622 световых лет (около 3870 парсек) от Солнца. Видимая звёздная величина звезды — от +14,2m до +12,9m.

## Характеристики
CR Волос Вероники — жёлто-белая пульсирующая переменная звезда типа RR Лиры (RRAB) спектрального класса F. Радиус — около 5,01 солнечного, светимость — около 46,717 солнечной. Эффективная температура — около 6118 K.